# 米特琴基
51°17′22″N 32°56′41″E / 51.28944°N 32.94472°E
米特琴基（烏克蘭語：Митченки）是位於烏克蘭北部切爾尼希夫州裏尼任區的村莊，始建於1636年，面積470平方公里，海拔高度128米，2006年人口1,272，人口密度每平方公里2.71人。